# 10241 Miličević
10241 Miličević eller 1999 AU6 är en asteroid i huvudbältet som upptäcktes den 9 januari 1999 av den kroatiska astronomen Korado Korlević vid Višnjan-observatoriet. Den är uppkallad efter den kroatiske astronomen Nikola Miličević.
Asteroiden har en diameter på ungefär 11 kilometer.